# Dolomedes
Dolomedes — рід великих павуків родини Pisauridae. Павуки зустрічаються поблизу водойм, полюють на дрібних прісноводних тварин, включно з мальками риб, тому часто мають місцеві назви «павуки-риболови», «плотові павуки» тощо. Швидко бігають по поверхні води, непогано плавають. Багатий видами рід, що налічує близько 100 видів, поширених на всіх континентах. В Європі представлений 2 видами.

## Опис
Середнього розміру та великі павуки, тіло яких досягає 1-2 см у довжину, мають довгі та потужні ноги з великими щетинками.

## Спосіб життя
Значна частина видів, хоча й не всі, мешкають поблизу прісних водойм, де активно полюють на водяних та коловодних дрібних тварин: комах, інших павуків, ракоподібних, дрібних хребетних, зокрема пуголовок та мальків риб.

## Таксономія
Типовий вид був описаний шведським арахнологом Карлом Александером Клерком у праці 1757 року «Павуки Швеції» як Araneus plantarius. У 1804 році французький ентомолог П'єр Андре Латрей виділив його в окремий рід, який і назвав Dolomedes.

## Різноманіття
Згідно з каталогом павуків світу Платніка, станом на серпень 2018 року відомо 100 видів роду Dolomedes. Види роду поширені по всьому світу, окрім Антарктиди. Найбільша кількість видів описана зі Східноазійсько-Тихоокеанського регіону: 13 видів мешкають у континентальній Південно-східній Азії та Китаї, 12 на Японських островах, не менше 19 — в острівній Південно-східній Азії, а також 12 видів зустрічаються в Австралії та 4 в Новій Зеландії. 2 види також мешкають в Південній Азії, 3 — в Центральній та Північній, 3 на Близькому Сході та в Північній Африці. Фауна тропічної Африки нараховує 19 видів. В Північній Америці відомо 8 видів, по 4 виявлено в Центральній та Південній Америці.